# حزب نجمة الإصلاح
حزب نجمة الإصلاح حزب سياسي إسلامي في إندونيسيا.

## خلفية
بدأ الحزب كحركة داخل حزب الاتحاد والتنمية بعد إقالة نائب الرئيس حمزة هاز من الرئاسة التي شغلها لفترة 1998-2003، حيث شعر أنه لن يكون لديه وقت لإدارة الحزب. كان زعيم الحركة زين الدين محمد زين وهو واعظ إسلامي ورئيس القيادة المركزية للحزب قد خطط هو وغيره من أعضاء الحزب غير الراضين عن حال الحزب نحو إنشاء حزب جديد يطلق عليه حزب نجمة الإصلاح. بعد اجتماع بين الساخطين وحمزة هاز، وافق حمزة على تلبية مطالب مجموعة زين الدين لإعادة هيكلة وتجديد قيادة حزب الاتحاد والتنمية. قال زين الدين إنه لا يريد أن يكون مسؤولاً عن تفكك الحزب. تم إنشاء «فريق من 7» أعضاء لإجراء التغييرات، لكن زين الدين بعث برسالة إلى قيادة الحزب تفيد بأنه لم يكن مستعدًا للجلوس ومشاركة الفريق لأنه لم يكن وفقًا لقواعد الحزب. في 8 يناير 2002 استقال زين الدين من الحزب، وفي 20 يناير أعلن تشكيل حزب نجمة الإصلاح مع شعار مماثل لشعار حزب الاتحاد والتنمية ولكن مع إضافة خمسة نجوم. نظرًا لأن قانون الانتخابات لعام 2002 لا يسمح للأحزاب باستخدام أسماء أو رموز الأحزاب الموجودة، أصبح الحزب يسمى حزب نجمة الإصلاح برمز جديد.
عانى الحزب من الصراع الداخلي. نتيجة للتوتر بين زين الدين وزين معاريف، وهما من مؤسسي الحزب. عقد مؤتمر استثنائي للحزب في أبريل 2006. وشهد ذلك طرد زينل الذي أراد أن يصبح رئيسًا للحزب. بعد ذلك انضم أعضاء آخرون في الحزب إلى أحزاب أخرى بما في ذلك زين الدين نفسه الذي انضم إلى حزب حركة إندونيسيا الكبرى (جيريندرا).

## السجل الانتخابي
في الانتخابات التشريعية الإندونيسية عام 2004 فاز الحزب بـ 2.4٪ من الأصوات الشعبية و14 من أصل 550 مقعدًا، وأنشأ حزبه الخاص في مجلس الشعب. كان هدف الحزب في الانتخابات التشريعية لعام 2009 الوصول لـ 7 في المئة. ومع ذلك فقد فاز 1.2 في المائة فقط من الأصوات، أي أقل من 2.5 في المائة العتبة الانتخابية، مما يعني أنها فقدت جميع مقاعدها في المجلس التشريعي.